# Michael Mazzacane
Michael Corrado Mazzacane (Varese, 7 aprile 1988) è un hockeista su ghiaccio italiano, ala sinistra dell'HCMV Varese Hockey.

## Carriera

### Club
Sportivamente cresciuto nel settore giovanile dei Milano Vipers, ha giocato per due stagioni ai Junior Milano e ai Valpellice Bulldogs, prima di fare ritorno nel capoluogo lombardo nel 2007. Nel 2008 è passato all'Hockey Club Varese, con cui ha totalizzato tredici reti in trentaquattro partite.
Nel 2009 è tornato a Milano, ma con la maglia dei Milano Rossoblu, con cui ha vinto il campionato di seconda divisione nella stagione 2011-2012.

### Nazionale
Ha giocato sei partite con la nazionale italiana, tutte durante l'Universiade invernale svoltasi a Trento.

## Palmarès
- Serie B: 2

Milano: 2011-2012
Varese: 2022-2023
- Coppa Italia: 1

Varese: 2022-2023